# Jeanne Dielman, moll del Comerç, 23, 1080 Brussel·les
Jeanne Dielman, moll del Comerç, 23, 1080 Brussel·les (títol original en francès, Jeanne Dielman, 23 Quai du Commerce, 1080 Bruxelles) és el segon llargmetratge de la cineasta belga Chantal Akerman, dirigit l'any 1975, en color, quan ella tenia vint-i-cinc anys. Va ser el primer llargmetratge que va dirigir íntegrament a Brussel·les i descriu durant tres hores i vint-i-un minuts l'extrema ritualització de les tasques domèstiques d'un mestressa de casa vídua que viu amb el seu fill adolescent. En el decurs de la pel·lícula es va desvetllant la fragilitat d'aquest ordre obsessiu fins a mostrar la seva fallida a partir de petites alteracions de tan pautada quotidianitat. S'ha subtitulat al català.
Jeanne Dielman, moll del Comerç, 23, 1080 Brussel·les va ser presentada a la Quinzena de Realitzadors del Festival de Canes, certamen on va tenir la seva première el 14 de maig de 1975. Va poder veure's després en els festivals de Venècia i Toronto. Va tenir cert èxit de taquilla a Europa mentre que als Estats Units no arribaria fins a vuit anys després. Allà, The New York Times la va considerar la “primera obra mestra d'una directora femenina de la història del cinema” i figura en el dinovè lloc a la llista de millors pel·lícules del segle XX confeccionada per The Village Voice.
L'any 2022, la pel·lícula va ser classificada com la millor pel·lícula de tots els temps en l'enquesta de la revista crítica Sight & Sound, i es va convertir així en la quarta pel·lícula en fer-ho, després d'El lladre de bicicletes, Ciutadà Kane i Vertigen (D'entre els morts), i la primera a ser dirigida per una dona que assoleix aquesta posició.

## Argument
Jeanne és una jove vídua de classe mitjana que viu al costat del seu fill adolescent en un apartament de Brussel·les, la localització postal del qual anticipa l'extens títol del film. La pel·lícula segueix a Jeanne, al llarg de tres jornades, en la seva ritualitzada quotidianitat com a mestressa de casa durant el dia i com a prostituta al propi domicili durant la tarda per sufragar la manutenció familiar i el pagament dels estudis del fill en una escola flamenca. Jeanne desenvolupa les tasques domèstiques (rentar els plats, fer el menjar, netejar les sabates del fill, pentinar-se, fer els llits, cuidar d'un bebè), els moments d'oci (escoltar la ràdio, passejar en fosquejar, teixir un jersei per Sylvain, l'estudi al costat d'ell o la lectura en veu alta d'una carta d'una tia del Canadà) i el servei als seus clients (tres homes la identitat dels quals roman a l'anonimat) amb el mateix grau d'ordre, automatisme i netedat.
Els breus i puntuals, però molt significatius, diàlegs que mantenen mare i fill contribueixen a completar un context, en general, sobri i silenciós: Jeanne és vídua des de fa sis anys. Va conèixer al seu marit quan van marxar els americans l'any 1944, durant la Segona Guerra Mundial, època en la qual ella treballava com a dependenta. Els seus pares van morir prematurament i ella es va criar amb uns oncles seus. Es va casar per inèrcia amb un home poc agraciat i arruïnat: “No sabia si volia casar-me, però és el que feien tots. Era l'habitual. Jo anhelava tenir un lloc propi i un nen”.
Llavors, en la meitat del segon dia, una sèrie de descuits i d'oblits aniran alterant la programada existència de Jeanne i generaran una impaciència i una tensió in crescendo. Potser la pregunta de Sylvain la nit precedent sigui el detonant: «I et venia de gust ficar-te al llit amb ell encara que fos lleig?» i, l'endemà, insisteix en el tema sexual deixant al descobert el complex edípic. El microcosmos controlat de Jeanne començarà a trontollar: deixa sense tapar la sopera on guarda els diners dels seus clients, un cobert cau i també el raspall de les sabates, les patates es malmeten i ha de sortir a comprar-ne més, el cafè és agre, el despertador sona abans d'hora, no troba el botó que busca en cap comerç, el seu cabell perfectament pentinat comença a mostrar un aspecte descuidat… I, així, fins que una violència continguda irromp cap al final de la pel·lícula.

## Estructura i forma
La pel·lícula narra tres jornades, aproximadament, en la vida de Jeanne Dielman. Cadascun d'aquests dies sembla correspondre's amb les parts constitutives d'un guió clàssic, de manera que la primera jornada funciona com a plantejament, la segona com a nus i la tercera com a desenllaç. La primera s'estén fins al minut 41 de metratge, la segona fins a les 2 hores i 24 minuts (amb una durada aproximada d'1 hora i 43 minuts) i la tercera, des d'aquí fins al minut 201, metratge íntegre del film (per tant, aquesta última part es perllonga durant uns 57 minuts). Durant aquestes tres etapes, assenyalades amb dos cartells explícits («Fi del primer dia»; «Fi del segon dia»), assistim al progressiu esfondrament de l'ordre que regeix la vida de Jeanne, basat en una estricta successió i execució de tasques.
La posada en escena es caracteritza per plans fixos de llarga durada, a una altura baixa, habitualment generals o mitjans, i no es produeix, al llarg de les seves tres hores i vint-i-un minuts de metratge, ni un sol moviment de càmera. Enfront de l'existència reglada i metòdica de Jeanne, la càmera registra els seus moviments des de l'estatisme, la discreció, la frontalitat i la precisió. La pel·lícula representa la vida de Jeanne Dielman en temps real. Akerman exposa sobre aquest tema que «era l'única manera de rodar la pel·lícula —per evitar tallar l'acció en centenars de trossos, per ser acurat i respectuós. Els enquadraments pretenien respectar el seu espai, a ella, i els seus gestos”. Els llargs plans estàtics garanteixen que l'espectador «sempre sàpiga on estic jo».
Aquesta rigorosa posada en escena permet que hi hagi una sèrie d'elements que cobren una transcendència clau: «En Jeanne Dielman, l'important no són les idees, sinó els gestos de la dona, l'ocupació que fa d'un espai, els rituals, l'organització del temps (…)».
Així, el temps, a conseqüència de la durada dels plans, es converteix en un personatge més de l'acció i els espais domèstics esdevenen en una espècie de masmorra entre les parets de la qual es desplaça la protagonista. Sobre aquest tema, Akerman exposava: «(…) I si el pla estigués allí solament uns segons, els segons que bastessin per fer avançar la narració, tindria temps aquest pla per evocar a totes aquestes dones o fins i tot als homes asseguts en un moment o un altre de les seves vides? No, estic segura que no. El temps no està únicament en el pla, existeix també en l'espectador que ho contempla. Sí. Encara que fingeixi que s'avorreix. Fins i tot encara que s'avorreixi de debò i esperi el pla següent. Esperar el pla següent és també i ja sentir-se viure, sentir-se existir».
Akerman va viure a Nova York de 1971 a 1972 i allí va acudir amb freqüència a les sessions de l'Anthology Film Archives, on va descobrir alguns dels seus referents (Stan Brakhage, Michael Snow, Andy Warhol, Jonas Mekas), que influirien en la seva experimentació amb el temps fílmic. En aquella època va conèixer, a més, a la fotògrafa Babette Mangolte, amb la qual començaria una rellevant col·laboració.
Quant a la qüestió temporal, s'ha vinculat aquest film amb un dels referents de la Nouvelle Vague francesa, Cleo de 5 a 7 (1962), de la també cineasta belga Agnès Varda. Per la seva banda, el realitzador català José Luis Guerin, en «Extractes d'una conversa telefònica entorn de Chantal Akerman. 17 de gener de 2005», explica: «Què ocorria quan un pla en el qual amb prou feines passaven coses durava més del normal en altres pel·lícules? Encara que no hi hagués amb prou feines acció, si el pla durava es produïa una mutació que atorgava a la imatge un valor vivencial insòlit. Passava el temps, i això obria el pla cap a una altra noció del temps, que és una noció molt íntima i poc compresa (…)».
El so és un altre element de pes que reforça el serialisme i l'exactitud de les accions domèstiques de Jeanne: portes que obre i immediatament tanca, els seus talons sobre el sòl, les cortines que corre i descorre, el grinyol de les aixetes, els utensilis de la cuina o el menjar en els fogons… D'altra banda, hi ha una sèrie de marques visuals que cobren també una forta presència, especialment les llums intermitents que penetren des de l'exterior en el saló de Jeanne i que adquireixen un component gairebé sobrenatural, amenaçador…; també l'ombra de la figura de Jeanne en parets o armaris i el seu reflex en superfícies com a cristalls o miralls que reincideixen en aquesta naturalesa gairebé espectral.
També és de summa rellevància el treball gestual desenvolupat per Delphine Seyrig per construir aquest viatge des d'un absolut control inicial a la descomposició progressiva que també s'anirà fent visible en els gestos, mirades i moviments de Jeanne, deixant al descobert un buit existencial. «Cada gest i so s'imprimeixen en la nostra ment, i a mesura que els ritmes familiars i el seu comportament previsible ens assosseguen, ens estem convertint en còmplices del desig d'ordre de Jeanne. La perfecta correspondència entre l'esquema previsible de Jeanne i la precisió minimalista d'Akerman desvien la nostra atenció dels petits indicis que apunten a la prostitució de Jeanne a les tardes. No obstant això, aguaiten en el tall de la nostra ment, construint una inquietud gradual. Jeanne Dielman constitueix un radical experiment de naturalesa antidramàtica, i paradoxalment conté una necessitat absoluta de drama».

## Producció, rodatge i context
Després de dirigir Je, tu, il, elle, «una pel·lícula que anticipa significativament el provocatiu encreuament de fronteres entre les escenes literals i les actuades de Jeanne Dielman», Chantal Akerman es va sentir preparada per escometre una nova producció amb un pressupost més alt i va sol·licitar una subvenció al govern belga. El projecte que va presentar era una espècie d'esbós de Jeanne Dielman bastant en brut. Després de ser-li concedida l'ajuda financera governamental, que ascendia a 120.000 dòlars (uns 98.500 euros d'avui), Akerman va modificar substancialment el guió. L'artista belga ha explicat que va ser capaç de fer una pel·lícula centrada en el femení perquè «en aquell moment tothom parlava sobre les dones» i que era «el moment idoni».
L'estrena del film va coincidir amb el moviments de dones a Europa: per exemple, «Peeling Potatoes» va ser el títol d'un dels articles de la publicació Les temps modernes, editada per Simone de Beauvoir, i a Bèlgica hi havia un encès debat sobre els drets laborals de les prostitutes. Com també explica Ivone Margulies, «en traçar un vincle entre els dos rols femenins prescrits —el domèstic i el sexual, la mare i la puta—, la pel·lícula es compromet profundament amb una problemàtica feminista, tenint en compte l'alienació de la dona, el treball, i la violència latent (…)».
El rodatge es va perllongar durant cinc setmanes i l'equip tècnic va estar format exclusivament per dones: «No treballaven bé —no perquè eren dones sinó perquè no les havia triat jo. Amb ser dona bastava per treballar a la meva pel·lícula… el rodatge va ser terrible».
L'adreça postal explicitada en el títol del film, 23 Quai du Commerçe – 1080 Bruxelles, a la qual Jeanne Dielman queda específicament lligada des d'abans d'arrencar el film, es correspon amb un veïnat localitzat a la frontera entre el districte francòfon i el flamenc de Brussel·les. John Wakeman, que inclou en el seu llibre sobre Chantal Akerman una anàlisi de «la naturalesa belga» del film, es refereix també a la seqüència on Jeanne llegeix amb el seu fill un fragment de L'enemic de Charles Baudelaire i on al·ludeixen a la decisió d'ell d'estudiar a una escola flamenca, on es tendeix a perdre l'accent francès: «Donada la ressonància del títol del film, aquesta seqüència ofereix una mise en abîme de les divisions en el veïnat de Jeanne, i situa clarament la pel·lícula en un entorn social belga».
Wakeman també es refereix a la procedència belga del repartiment, amb l'excepció de la protagonista i assenyala la significativa presència del «padrí» del cinema belga, Henri Storck, que interpreta el primer client de Jeanne: «Aquesta elecció de càsting seria l'equivalent a recórrer a Jean Renoir al cinema francès, a John Ford al cinema americà, o a David Lean al cinema britànic. En altres paraules, a través de la figura de Storck, Akerman conjura tota la història del cinema belga, dins de la qual, s'infereix, Jeanne Dielman hauria de situar-se».
Jan Decorte, l'actor que interpreta el fill de Jeanne, també de nacionalitat belga, tindria posteriorment alguna incursió en l'àmbit de la realització, amb una influència evident del film d'Akerman. Pel que fa al seu personatge, Sylvain, és interessant el que assenyala Sandy Flitterman-Lewis en Identity and Memory: The Films of Chantal Akerman: «El marit opressiu és reemplaçat per una figura que representa igualment el patriarcat, el fill adolescent Sylvain (Jan Decorte) que, malgrat la seva inexpressiva acceptació del règim domèstic de la mare, funciona com a la presència masculina que defineix tant els termes com els límits del món que Jeanne (Delphine Seyrig) ha assumit tenaçment per fer-lo propi». No obstant això, Akerman ha descartat aquesta equivalència reiteradament: «El que és familiar i domèstic es revela a la pel·lícula com a estrany. En diverses aparicions públiques, la realitzadora ha rebutjat sovint qualsevol equivalència directa entre les feines rutinàries de Jeanne i “la repressió de la dona sota el patriarcat”, i ha explicat que aquests eren gestos afectuosos amb els quals ella estava familiaritzada després d'observar atentament la seva mare i la seva tia fent el llit o preparant el menjar. Malgrat aquesta afirmació, protectora dels seus propis records familiars, a la pel·lícula de Akerman s'incideix en una persistent contaminació de l'escena per l'obscenitat».

## Personatges principals
- Delphine Seyrig: Jeanne Dielman
- Jan Decorte: Sylvain Dielman
- Henri Storck: primer client
- Jacques Doniol-Valcroze: segon client
- Yves Bical: tercer client

## L'actriu protagonista
Delphine Seyrig: la cèlebre actriu francesa, coneguda particularment pels seus papers a L'Année dernière à Marienbad, El discret encant de la burgesia i India Song, va ser triada per Akerman per a encarnar a Jeanne; «(…) la presència de Delphine Seyrig a Jeanne Dielman suggereix a la ment de molts crítics una desconstrucció per part d'Akerman de les connotacions del “cinema d'art i assaig europeu” protagonitzat per Seyrig», com s'exposa en el llibre de Wakeman.
La realitzadora belga va coincidir amb Seyrig al Festival de Nancy l'any 1974, on havia acudit per presentar Hôtel Monterrey. Temps després, Akerman es referiria a aquesta interpretació: «L'establishment cinematogràfic francès mai la perdonaria per la seva franquesa. Si no hagués estat tan bella, tan aristocràtica, no hauria estat tan greu. Però no podien tolerar la incongruència entre les seves fantasies sobre ella i el que en realitat era —una absoluta feminista i activista fins al final de la seva vida. Era una força tant a les nostres vides com a la pantalla, i això és una cosa molt poc comuna».

## Curiositats
- Akerman es va inspirar en una diligent llar jueva per construir el ritual metòdic i obsessiu que segueix Jeanne.
- El matí del segon dia, quan Jeanne està netejant les sabates del seu fill a la cuina, pot veure's l'ombra del micròfon boom a les cortines blanques i a la paret posterior.
- En una escena a la cuina, el termo apareix al prestatge de la finestra, però després d'un tall a un angle diferent, apareix a la taula.
- La cadira de la cuina desapareix i reapareix en diverses ocasions.
- L'escriptor Peter Handke i el realitzador Alain Tanner la citen com un important referent en el seu treball.[9]

## Crítiques
«Akerman ens permet contemplar i analitzar les repeticions, les interrelacions i les conseqüències, i concedeix una gran llibertat d'acció per a la interpretació, alhora que obliga a assimilar les implicacions. Políticament funciona com una bomba amb una metxa interminable, però l'efecte de l'explosió no és tant una mort a la pantalla com una fissura a la ment. Dins dels límits del món que veiem, el treball de la protagonista no és simplement el que fa possible la resta, podria definir-se com el que fa tota la resta impossible. Una presó tant com un refugi, el segur tant com el gallet» (Jonathan Rosenbaum, Sight and Sound, hivern 1975-1976).
«L'antisemitisme té també efectes perversos sobre el desig femení, el desarrella, el desplaça i el redueix a la insignificança enfront de la catàstrofe. Ens hem preguntat per què Jeanne Dielman era òrfena, per què vivia a casa de les seves ties, per què finalment va contreure un matrimoni sense amor?» (Berenice Reynaud, 2004).
«(…) magistral exercici de representació de l'alienació del treball domèstic i de descripció de l'ocupació del temps i de l'espai en un context quotidià» (Catàleg de la 13a Mostra de Films de Dones).

## Recursos videogràfics complementaris
- Autour de Jeanne Dielman: documental de 69 minuts realitzat per l'actor Sami Frey i editat per Agnes Ravez a manera de making of o behind-the-scenes durant el rodatge de Jeanne Dielman on es veu interactuar a Akerman amb Seyrig i la resta de l'equip. Forma part dels continguts extra publicats a l'edició especial de dos discos del film distribuïda per The Criterion Collection. En aquesta edició, també poden trobar-se entrevistes amb Akerman, la mare d'aquesta (Natalia) i la responsable de la fotografia del film, Babette Mangolte, així com l'episodi “Chantal Akerman par Chantal Akerman”, corresponent al programa de la televisió francesa Cinéma de notre temps.
- Delphine Seyrig on feminism: Fragment d'una intervenció de Seyrig durant el rodatge de Jeanne Dielman on argumenta les raons per les quals ella creu que tota dona deuria ser una feminista (en francès).
- Les variations Dielman: curtmetratge de caràcter assatgístic dirigit pel realitzador sevillà Fernando Franco en 2010 (en francès amb subtítols en castellà).
- Fragment d'una entrevista a Chantal Akerman (també present Delphine Seyrig en el plató) el febrer de 1976 dins del programa de la televisió francesa Les rendez-vous du dimanche (que pot veure's íntegre en el DVD de The Criterion Collection). La realitzadora belga tracta de resumir en menys de dos minuts el contingut del film i la importància del temps en ell.
- Woman sitting after killing: instal·lació museística que recupera alguns moments finals de Jeanne Dielman. Akerman la va presentar a la Biennale de Venècia l'any 2001. En aquesta xerrada, dins de la sèrie Moving Images, fruit de la col·laboració entre la Tate Modern i el Research Saint Martins College d'Art i Disseny londinencs, Akerman s'esplaia sobre alguns treballs cinematogràfics i museístics. La comissària d'art Pía Ogea s'ha referit a aquesta instal·lació i a les diferències entre el treball museístic d'Akerman i el seu treball cinematogràfic: «L'espectador que s'enfronta a les pel·lícules d'Akerman sent i reflexiona sobre el temps i sobre el seu propi temps. En aquest sentit, Chantal Akerman ha declarat haver experimentat en els seus films amb el pla fins a portar-lo al límit del que aquest mateix podia donar de si. Aquest límit, marcat àdhuc en les seves pel·lícules més desconstruïdes i experimentals per la lògica narrativa, desapareix en el cas de les instal·lacions. La instal·lació “Woman sitting after killing” (2001) presentada en la Biennal de Venècia d'aquest mateix any, és un exemple de com la vídeo instal·lació li ofereix la possibilitat d'anar més enllà en l'experimentació i, per tant, en la recerca entorn de la consciència del temps a través de la imatge. Aquesta peça està composta per set monitors en els quals es projecten plans consecutius de la pel·lícula Jeanne Dielman…; en ells l'evolució de l'acció és pràcticament imperceptible però existeix: Jeanne Dielman asseguda en una taula de menjador i al costat d'una sopera antiga baixa la mirada, tanca els ulls i sospira baixant el cap. La proximitat amb la vanitas és notable, tant pel plantejament sobre el transcurs inexorable del temps —en aquest cas l'espectador percep com, en una sort de càmera lenta l'acció es desenvolupa— així com per la composició de la imatge, de caràcter marcadament pictòric. L'experiència del temps del visitant que contempla una instal·lació d'Akerman varia enfront de la de l'espectador que veu en una sala de cinema una pel·lícula de l'artista. En el cas de la instal·lació el visitant decideix amb major llibertat el temps dedicat a l'obra; a la sala d'exposició aquest es mou amb més llibertat, estableix el seu propi ritme. Físicament la relació de l'espectador amb la peça també serà més personalitzada i propera a la que manté enfront d'un film. En la instal·lació l'espectador entrarà físicament a l'interior de l'obra».